# オリンピック級客船

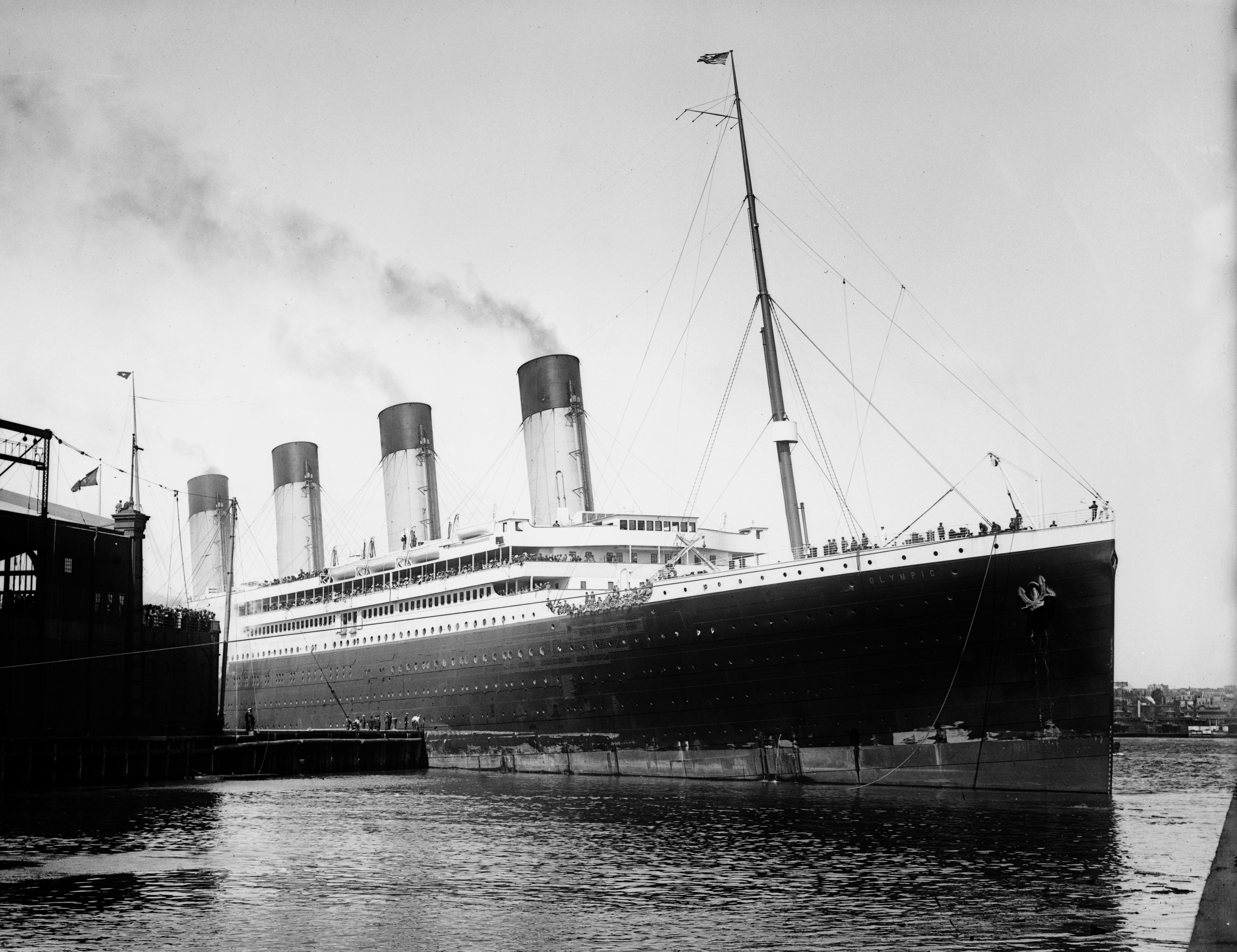
オリンピック号

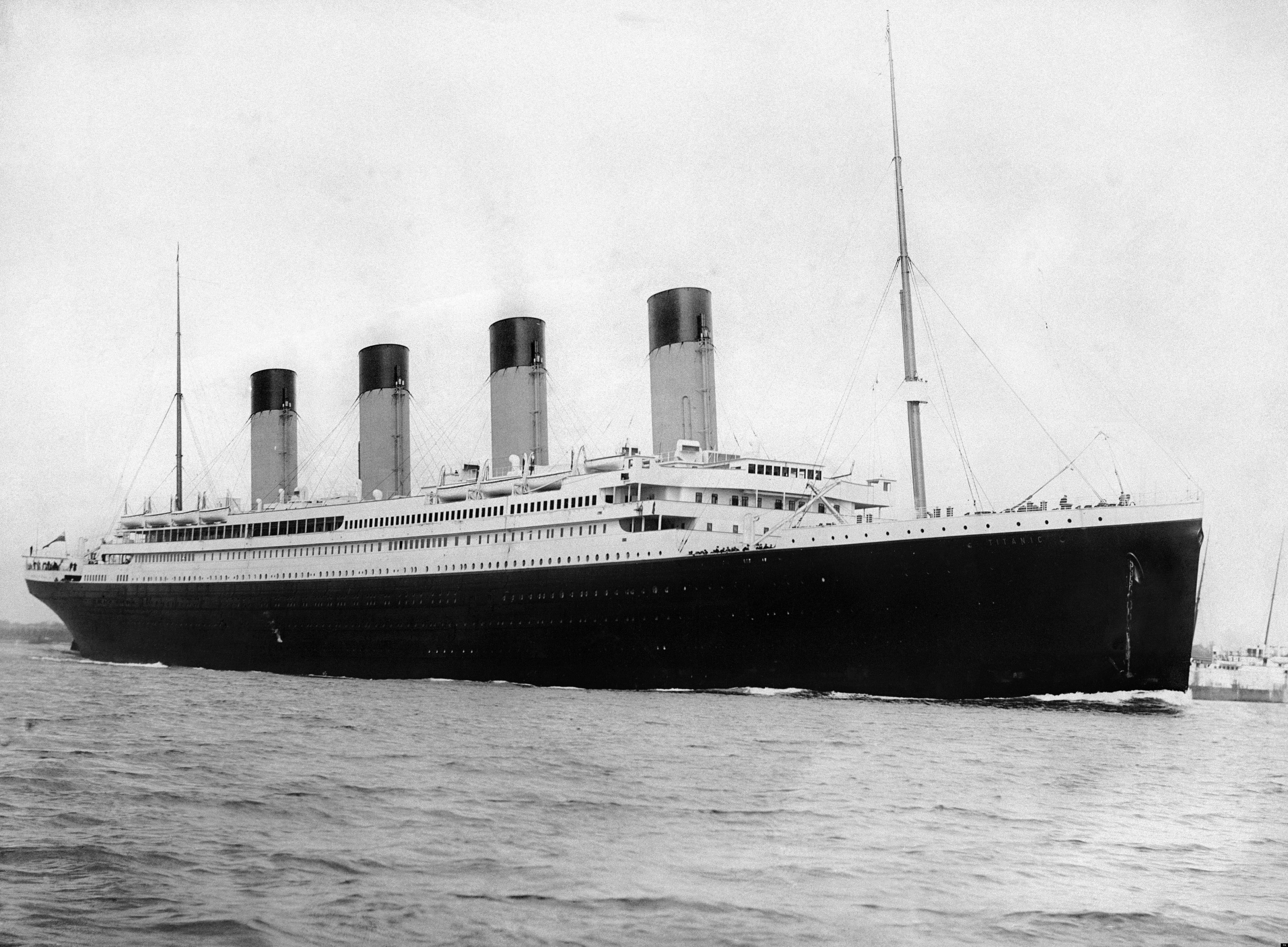
タイタニック号

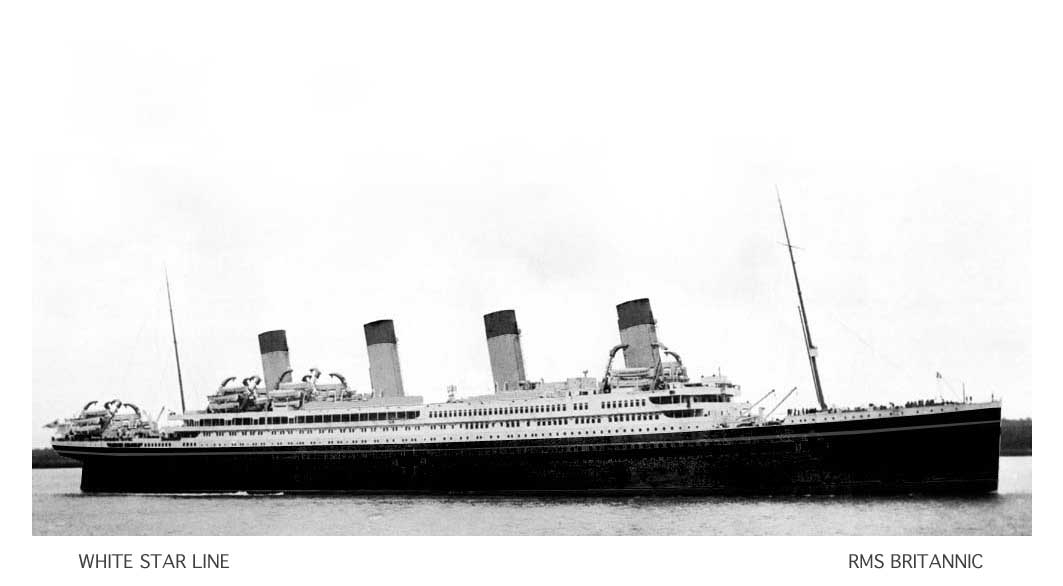
ブリタニック号

オリンピック級客船（Olympic Class）は、1900年代初頭に建造された、三大姉妹船（オリンピック号、タイタニック号、ブリタニック号）のこと。

## 概要
20世紀初頭、重工業として勢力を保っていたハーランド・アンド・ウルフの会長ビリー卿が、大手海運企業ホワイト・スター・ラインの社長ブルース・イズメイに、ライバルのキュナード・ラインのルシタニア号とモーリタニア号に対抗すべく、3隻の巨大豪華客船の計画を持ちかけたことが発端である。ドック上の理由からオリンピック号とタイタニック号の2隻が先立って竣工し、少し遅れてジャイガンティック号（後に「ブリタニック号」と改名）の建造が開始された。進水当時はオリンピック号とタイタニック号は瓜二つであったが、先に就航したオリンピック号の改善点を受け、タイタニック号の艤装は改良が加えられた。これによりオリンピック号とタイタニック号の外観は若干異なっている。また、ブリタニック号も、タイタニック号に合わせて設計が変更された。

## その後
しかし1912年4月15日、処女航海の途中であったタイタニック号は氷山と衝突し、沈没してしまった。このため、オリンピック号とブリタニック号は救命ボート増設などの大幅な改装を施され、特に建造途中であったブリタニック号の工事の遅れにもつながった。ブリタニック号は1914年にようやく進水式を迎えるが、就航してすぐに第一次世界大戦の勃発に伴って病院船として徴用された（この時オリンピック号も軍事輸送船として徴用された）。ブリタニック号は病院船として運航されていたが、1916年に触雷して沈没してしまった。一方オリンピック号は商船でありながらU103 (潜水艦)を体当たりで沈没させるなど武勇伝を残し、終戦後客船として復帰。24年におよぶ長い期間活躍を続け、晩年には「Old Reliable（頼もしいおばあちゃん）」という愛称で親しまれ、1935年に引退した。